# Bryce Harper
Bryce Aron Max Harper (Las Vegas (Nevada), 16 oktober 1992) is een Amerikaanse honkbalspeler in de Major League Baseball voor de Philadelphia Phillies. Hij speelt als rechtsvelder. 
Harper werd in 2010 gedraft door de Washington Nationals in de eerste ronde en maakte zijn debuut in de MLB op 28 april 2012. Hij tekende op 2 maart 2019 een 13-jarig contract voor $330 miljoen bij de Philadelphia Phillies. Op het moment van tekenen was dat het hoogste gegarandeerde bedrag dat ooit in een contract was opgenomen.

## Erelijst[1]
- NL Rookie of the Year (2012)
- NL Most Valuable Player (2015, 2021)[3]
- NL All-Star (2012, 2013, 2015, 2016, 2017, 2018)
- NL Silver Slugger (2015, 2021)
- NL Hank Aaron Award (2015, 2021)
- Winnaar Home Run Derby (2018)

- Library of Congress Control Number: n2012020903
- Virtual International Authority File: 233350381
- WorldCat: E39PBJfxb36fqK97qPtHt7dJDq